# Hoya callistophylla
Hoya callistophylla är en oleanderväxtart som beskrevs av T.Green. Hoya callistophylla ingår i släktet Hoya och familjen oleanderväxter. Inga underarter finns listade i Catalogue of Life.